# Lothar Heffter
Lothar Wilhelm Julius Heffter (Koszalin, 11 de junho de 1862 — Freiburg im Breisgau, 1 de janeiro de 1962) foi um matemático alemão.
Obteve um doutorado em 1886 na Universidade de Berlim, orientado por Lazarus Fuchs.
Foi eleito membro da Academia de Ciências de Heidelberg em 1922.
Recebeu a Ordem do Mérito da República Federal da Alemanha.

## Obras
- Zur Integration der linearen homogenen Differentialgleichungen zweiter Ordnung. Dissertation, Berlin 1886.
- Zur Theorie der linearen homogenen Differentialgleichungen. Habilitation, Gießen 1888.
- Ueber das Problem der Nachbargebiete. Mathematische Annalen Bd. 38, 1891.
- Einleitung in die Theorie der linearen Differentialgleichungen mit einer unabhängigen Variablen. B.G. Teubner, Leipzig 1894.
- Über das Lehrgebäude der Geometrie, insbesondere bei analytischer Behandlung. Jahresbericht DMV 1902.
- Lehrbuch der analytischen Geometrie. B.G. Teubner, Leipzig; Band 1 gemeinsam mit C. Koehler 1905, Band 2 1923, Band 3 1929.
- Was ist Mathematik? Unterhaltungen während einer Seereise. Th. Fisher, 2. Auflage, Berlin 1925.
- Mein Lebensweg und meine mathematische Arbeit. B.G. Teubner, Leipzig/Berlin 1937.
- Kurvenintegrale und Begründung der Funktionentheorie. Springer, Berlin/Göttingen/Heidelberg 1948.
- Grundlagen und analytischer Aufbau der Projektiven, Euklidischen, Nichteuklidischen Geometrie. B.G. Teubner, 3. Auflage, Stuttgart 1958.
- Beglückte Rückschau auf neun Jahrzehnte. H.F. Schulz, Freiburg 1952.
- Begründung der Funktionentheorie. Auf alten und neuen Wegen. Springer, 2. Auflage, Berlin/Göttingen/Heidelberg 1960.